# Fabio Grosso
Fabio Grosso (Roma, 28 novembre 1977) è un allenatore di calcio ed ex calciatore italiano, di ruolo difensore o centrocampista, tecnico del Sassuolo. Con la nazionale italiana è diventato campione del mondo nel 2006.

## Biografia
Nato a Roma da una famiglia originaria di San Giovanni Lipioni, nel Chietino, ma cresciuto a Pescara, è sposato con Jessica Repetto (figlia di Giorgio, dirigente calcistico ed ex giocatore), dalla quale ha avuto due figli; uno dei due, Filippo (2006), ha a sua volta intrapreso la carriera calcistica.

## Caratteristiche tecniche

### Giocatore
Terzino sinistro e mancino, all'occorrenza poteva essere schierato come esterno di centrocampo; era abile anche nei calci di punizione. È stato considerato uno dei migliori interpreti italiani del ruolo negli anni 2000.
Tra i dilettanti della Renato Curi e in Serie C2 con il Chieti ha giocato stabilmente come trequartista. In seguito l'allenatore Serse Cosmi, negli anni al Perugia, vista la sua abilità nella corsa e nel cross lo ha trasformato con successo in terzino.

## Carriera

### Giocatore

#### Club

##### Gli inizi, Chieti e Perugia

Grosso (in piedi, terzo da destra) nel Chieti della stagione 1998-1999

La carriera di Grosso cominciò nel campionato di Eccellenza, dove vestì la maglia della Renato Curi, che all'epoca era la seconda squadra di Pescara, con cui segnò 47 gol in poco più di 100 presenze. Il debutto tra i professionisti avvenne con il Chieti nel campionato di Serie C2, con il quale in tre stagioni registrò 17 reti in 68 partite, 9 delle quali nella stagione 2000-2001 che sancì la promozione della squadra abruzzese in Serie C1.
Grazie a quanto messo in mostra con i neroverdi, Grosso venne notato dagli osservatori del Perugia e così, nell'estate del 2001, passato alla squadra allora allenata da Serse Cosmi, cominciò a giocare dapprima come esterno di centrocampo nel modulo 3-5-2, e poi come terzino sinistro, disputando tre stagioni in Serie A e cominciando a imporsi a livello nazionale. Con la formazione umbra conquistò quello che rimane il suo unico trofeo europeo, la Coppa Intertoto UEFA 2003.

##### Palermo
Il 30 gennaio 2004 fu ingaggiato dal Palermo allora militante in Serie B, con il quale conquistò subito il ritorno nella massima divisione (21 presenze e un gol in campionato) e l'anno seguente l'accesso alla Coppa UEFA, dopo aver conquistato il 6º posto contribuendo con 36 presenze e una rete. Restò legato ai rosanero per un altro anno, con un totale di 90 presenze e 2 gol in campionato, 8 presenze in Coppa Italia e 8 presenze in Coppa UEFA. Le prestazioni con il Palermo, che lo fecero emergere tra i migliori terzini del campionato italiano, gli permisero di ottenere la convocazione per il campionato del mondo 2006 in cui Grosso assurse tra i protagonisti della vittoriosa spedizione azzurra.

##### Inter e Olympique Lione

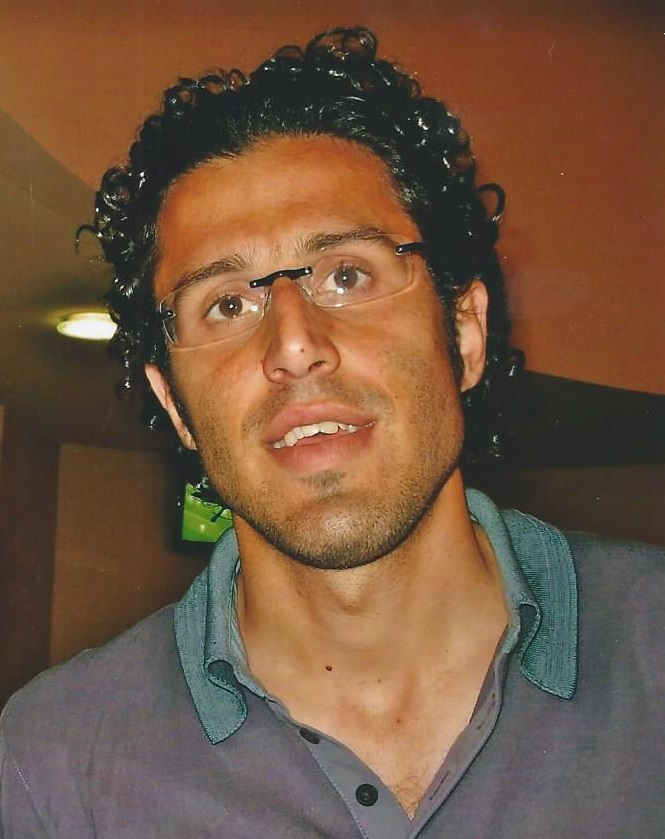
Grosso nel 2008

Al termine del Mondiale 2006, in cui fu protagonista, il 13 luglio 2006 fu ufficializzata la sua cessione all'Inter (per 6,5 milioni di euro) e, al contempo, l'arrivo a titolo definitivo di Paolo Hernán Dellafiore al Palermo. Nonostante l'esordio in UEFA Champions League e la vittoria della Supercoppa italiana 2006 e del suo primo scudetto, all'Inter non trovò la continuità avuta in Sicilia. Con i nerazzurri raccolse 23 presenze con due reti in campionato e una in Coppa Italia.
Nell'estate seguente fu ceduto all'Olympique Lione per 7,5 milioni di euro; vinse la Supercoppa di Francia, la Coppa di Francia e, al culmine di una stagione da titolare, fu determinante per la conquista del settimo titolo francese consecutivo per la sua squadra, segnando il gol partita nel match contro lo Strasburgo. Restò a Lione anche la stagione seguente, collezionando in due anni 71 presenze e 3 gol tra campionato e coppe. Nell'estate del 2009, dopo l'arrivo del giovane terzino Aly Cissokho dal Porto, Grosso decise di lasciare il club.

##### Juventus
Il 31 agosto 2009, con un accordo raggiunto nell'ultimo giorno della sessione di calciomercato, Grosso tornò in Italia trasferendosi alla Juventus, che versò al Lione circa due milioni di euro; al giocatore fu assegnata la maglia n. 6 che fu, tra gli altri, di Gaetano Scirea. Debuttò con la Juventus il 12 settembre allo Stadio Olimpico di Roma contro la Lazio (0-2), mentre segnò il primo gol il 22 novembre contro l'Udinese, su cross di Martín Cáceres, marcatura peraltro decisiva per la vittoria della sua squadra (1-0). Altrettanto importante fu la rete realizzata il 6 marzo 2010 nella gara vinta 2-1 in trasferta contro la Fiorentina. Chiuse la prima stagione alla Juventus con 26 presenze e 2 gol in campionato, 2 presenze in Coppa Italia, 8 presenze nelle coppe europee (6 in Champions League e 2 in Europa League) per un totale di 36 presenze e 2 gol.
Non rientrando più nei piani della società, in seguito alla mancata cessione nel calciomercato estivo del 2010 Grosso fu messo fuori rosa. Tornò in gruppo nei primi giorni di settembre, debuttando come titolare non prima del 7 novembre 2010 contro il Cesena (3-1 per la Juventus) e ciò per effetto dei molti infortuni che colpirono la squadra e nonostante la contrarietà di qualche dirigente. Tornato una riserva e rimasto ai margini della rosa per due mesi, fu nuovamente utilizzato, da titolare, nella trasferta contro la Roma del 3 aprile 2011, in cui fu l'autore degli assist per i due gol con cui la sua squadra vinse. Chiuse la stagione con 19 presenze in campionato e 2 in Coppa Italia.
La stagione successiva fu relegato nuovamente ai margini della squadra in quanto non facente più parte dei piani tecnici di Antonio Conte. Nonostante ciò il 18 settembre 2011 giocò da titolare nella partita esterna contro il Siena terminata 0-1. Firmò la seconda presenza in questa stagione il 25 settembre contro il Catania, dopodiché non venne più preso in considerazione dal tecnico Antonio Conte. A fine anno vinse lo scudetto con una giornata d'anticipo; nonostante ciò fu l'unico della rosa juventina a non partecipare alla cerimonia di premiazione avvenuta allo Juventus Stadium il 13 maggio 2012. A fine stagione rimase svincolato, per poi ritirarsi dall'attività agonistica il 5 dicembre successivo.

#### Nazionale

##### 2003-2006
Esordì in nazionale il 30 aprile 2003, nella partita amichevole Svizzera-Italia (1-2). Sotto la gestione del commissario tecnico Giovanni Trapattoni fu poi utilizzato in altre due occasioni. A partire dal 2005 fu inserito stabilmente nel gruppo degli Azzurri da Marcello Lippi, che dopo poche partite lo promosse a terzino sinistro titolare, spostando Zambrotta sulla fascia destra. Grosso segnò il suo primo gol in nazionale il 3 settembre 2005 a Glasgow, contro la Scozia (1-1).

##### Mondiale 2006

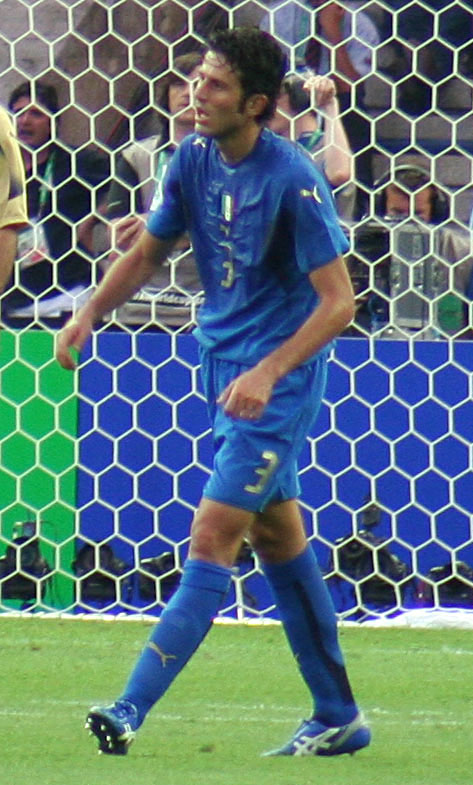
Grosso in nazionale durante la finale del campionato del mondo 2006 contro la.

Grosso integrò il gruppo dei 23 calciatori italiani vincitori del campionato del mondo 2006. Inizialmente impiegato come riserva, divenne titolare a cominciare dalla terza partita del torneo, contro la Rep. Ceca, dimostrandosi da lì in poi determinante per la squadra. Al 3' di recupero degli ottavi di finale contro l'Australia si procurò un calcio di rigore poi realizzato da Francesco Totti, che permise all'Italia di passare il turno, pur avendo giocato quasi tutto il secondo tempo in inferiorità numerica.
Il 4 luglio, nella semifinale contro la Germania segnò il gol che sbloccò la partita al 119' dei tempi supplementari, quando da un calcio d'angolo di Del Piero, il pallone arrivò sui piedi di Andrea Pirlo, che servì Grosso smarcato dentro l'area di rigore avversaria; quest'ultimo, con un tiro a giro d'interno sinistro, di prima intenzione, superò Jens Lehmann sul palo più lontano siglando l'1-0 a un minuto dalla fine della partita; a 120' arrivò poi il 2-0 di Alessandro Del Piero, con l'Italia che si qualificò alla finale contro la Francia.
Il 9 luglio, nella finale di Berlino risoltasi ai tiri di rigore dopo l'1-1 dei tempi regolamentari e supplementari, Grosso realizzò il quinto e ultimo tiro della sua squadra, che diede all'Italia il suo quarto successo mondiale nella storia, a 24 anni di distanza dal precedente.

##### 2007-2009

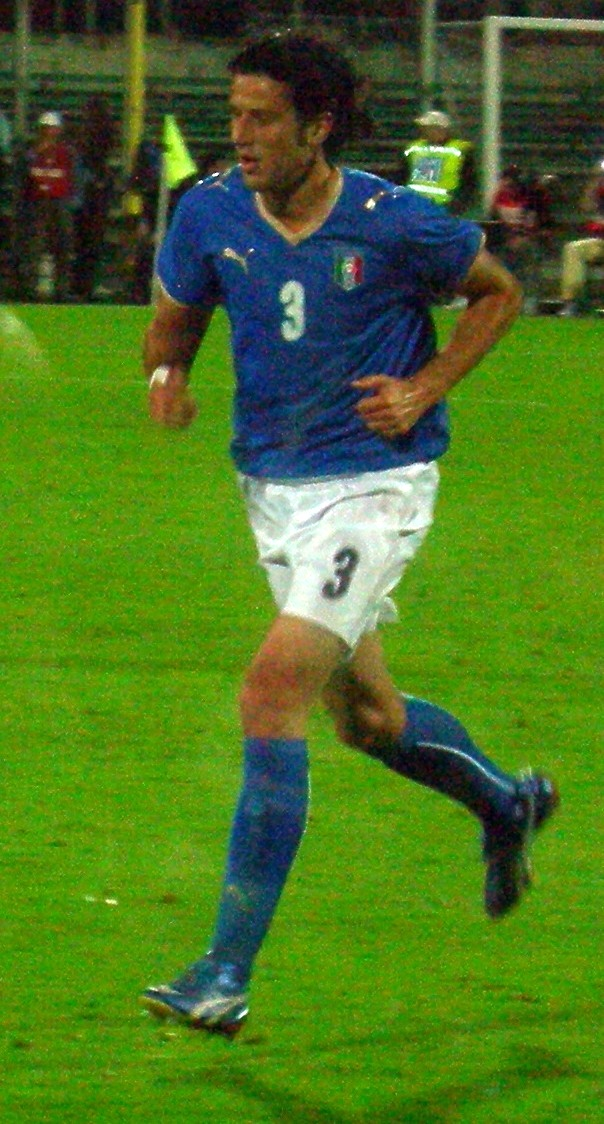
Grosso in azione con la maglia azzurra nel 2008.

All'inizio della gestione tecnica di Roberto Donadoni, Grosso non fu convocato a causa di alcuni infortuni. Tornò a essere selezionato nel 2007, e il 13 ottobre a Genova realizzò il suo terzo gol in nazionale in occasione di Italia-Georgia (2-0), partita valida per le qualificazioni a Euro 2008.
Grosso fu quindi convocato per il campionato d'Europa 2008 e, all'esordio contro i Paesi Bassi (vittoriosi per 0-3), cominciò come riserva subentrando nel secondo tempo. In seguito guadagnò la titolarità per le restanti gare del girone, contro Romania e Francia, giocando ancora positivamente. L'Italia raggiunse i quarti di finale che la videro opposta alla Spagna, e Grosso realizzò il primo tiro di rigore nella serie necessaria per assegnare la vittoria, allorché la partita si protrasse oltre i tempi regolamentari e supplementari sullo 0-0; tuttavia i successivi errori dei suoi compagni fecero sì che a passare il turno fossero gli avversari, in forza del punteggio di 4-2.
In seguito Grosso fu chiamato a far parte della nazionale anche da Lippi, tornato alla guida della squadra, disputando così la FIFA Confederations Cup 2009, dove l'Italia non superò il girone eliminatorio. Poche settimane dopo, il 9 settembre 2009, Grosso realizzò un gol nella partita Italia-Bulgaria (2-0), valida per le qualificazioni al Mondiale 2010 e tenutasi a Torino.
L'anno seguente fu incluso nella lista preliminare dei 30 giocatori scelti per partecipare al Mondiale, tuttavia il 17 maggio fu depennato assieme all'allora compagno di squadra Antonio Candreva.

### Allenatore

#### Gli inizi, giovanili juventine
Il 10 dicembre 2012 inizia a frequentare a Coverciano il corso di abilitazione per il master di allenatori professionisti Prima Categoria - UEFA Pro, ottenendo la qualifica il 5 luglio 2013.
L'11 luglio ritorna alla Juventus, nominato vice allenatore della formazione Primavera, affiancando in panchina Andrea Zanchetta; l'11 marzo 2014 viene nominato capo allenatore, a seguito dell'esonero di Zanchetta. Confermato sulla panchina per la stagione seguente, nel marzo del 2016 vince con i giovani bianconeri il Torneo di Viareggio, superando in finale i pari età del Palermo; nella stessa stagione raggiunge con la squadra le finali di Coppa Italia Primavera e Campionato Primavera, perse rispettivamente contro Inter e Roma.

#### Bari, Verona, Brescia e Sion
Il 13 giugno 2017 si accorda con il Bari, in Serie B. Chiude la stagione al sesto posto finale, in seguito declassato al settimo causa due punti di penalizzazione inflitti al club; qualificato ugualmente ai play-off, viene eliminato nel turno preliminare dal Cittadella, dopo un pareggio (2-2), proprio per il peggior piazzamento in classifica maturato dai pugliesi nella stagione regolare. A fine stagione recede dal suo contratto con la società biancorossa, in seguito fallita.
Il 21 giugno 2018 diventa il nuovo tecnico del Verona, ancora tra i cadetti. Il 1º maggio 2019, dopo la sconfitta per 2-3 subita in casa contro il Livorno e con la squadra al limite della zona play-off, viene esonerato. Il 5 novembre 2019 rescinde il contratto che lo legava al club scaligero, e nello stesso giorno viene nominato allenatore del Brescia, in Serie A, in sostituzione dell'esonerato Eugenio Corini. Tuttavia rimane sulla panchina delle Rondinelle lo spazio di 3 partite, tutte perse, fin quando il 2 dicembre 2019 viene sollevato dall'incarico in favore del ritorno dello stesso Corini.
Il 25 agosto 2020 si accorda con il Sion, formazione svizzera di Super League; viene esonerato il 5 marzo 2021, con la squadra penultima in classifica.

#### Frosinone

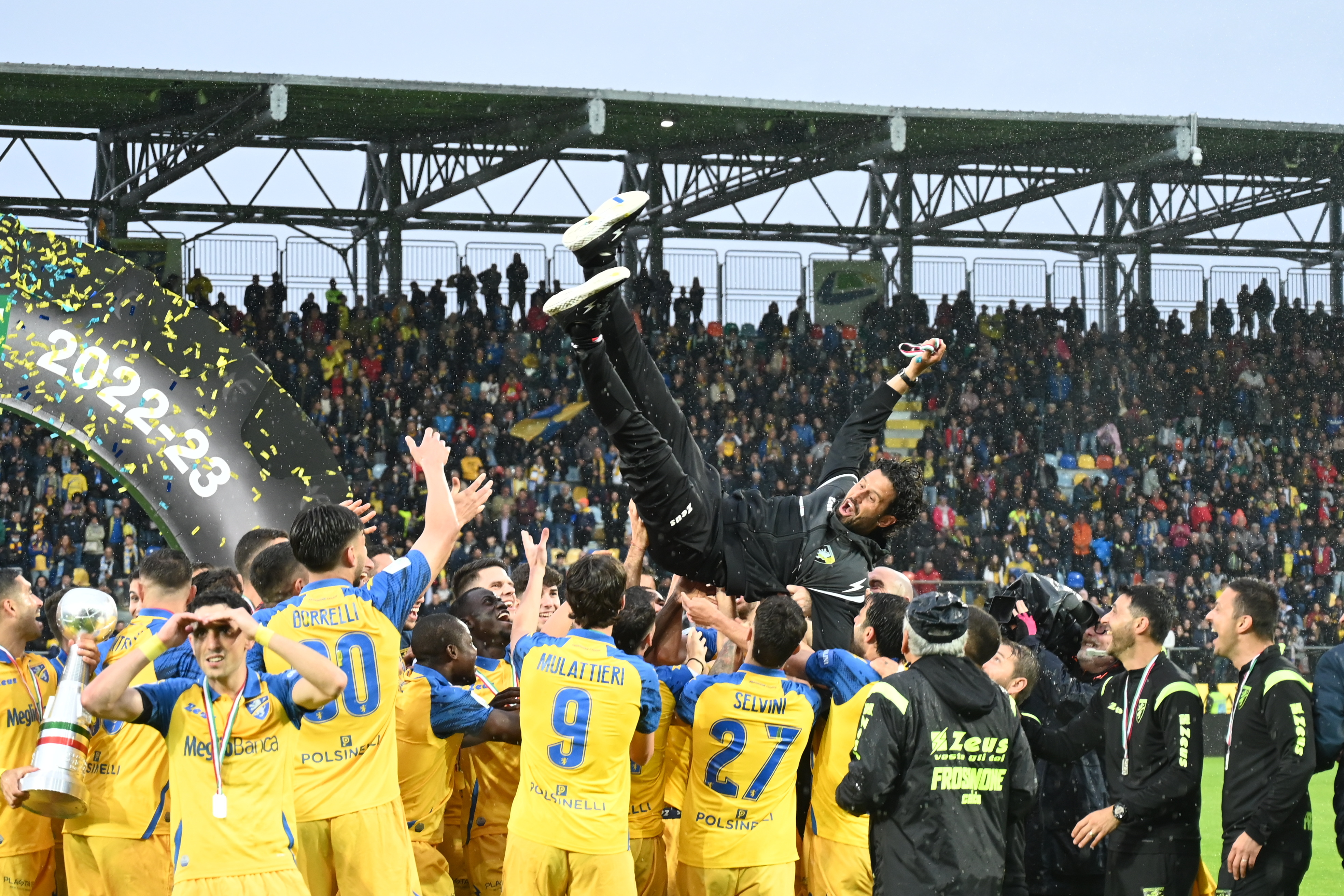
Grosso (in alto) portato in trionfo dai calciatori del Frosinone al termine del vittorioso campionato di Serie B 2022-2023

Il 23 marzo 2021 subentra all'esonerato Alessandro Nesta sulla panchina del Frosinone, in quel momento al dodicesimo posto in Serie B. Il successivo 2 aprile, al debutto, pareggia per 0-0 con la Reggiana; per la prima vittoria deve attendere il 1º maggio, con il 3-1 sul Pisa. Termina il campionato 2020-2021 al decimo posto, riuscendo a traghettare la squadra alla salvezza. Nella stagione seguente fallisce all'ultima giornata l'accesso ai play-off, chiudendo la stagione regolare al nono posto, a pari punti con il Perugia, ma soccombendo per via degli scontri diretti sfavorevoli.
Confermato in panchina per la terza stagione consecutiva, nel campionato 2022-2023 Grosso conduce i frusinati alla promozione in Serie A, ottenuta con tre giornate di anticipo, riuscendo anche a vincere il torneo cadetto. Lascia poi la squadra al termine della stagione, avendo scelto di non rinnovare il proprio contratto con la società. Per la cavalcata con il Frosinone verrà poi premiato con la Panchina d'argento al miglior allenatore di Serie B.

#### Olympique Lione
Il 16 settembre 2023 torna, nelle vesti di allenatore, all'Olympique Lione, sostituendo Laurent Blanc e con la squadra in quel momento all'ultimo posto della Ligue 1. Debutta sette giorni dopo, nella sconfitta esterna contro il Brest (1-0). Nell'immediato non riesce a invertire il trend negativo dei lionesi. Il 29 ottobre 2023 rimane coinvolto con la sua squadra negli incidenti precedenti il fischio d'inizio della trasferta di Marsiglia, con il pullman degli ospiti oggetto di una sassaiola da parte degli ultras biancazzurri: Grosso rimane ferito seriamente ed è costretto a lasciare temporaneamente la guida tecnica del club. Dopo aver raccolto solo cinque punti in sette partite, il 30 novembre 2023 viene sollevato dal suo incarico dall'Olympique Lione, ancora ultimo in classifica in Ligue 1.

#### Sassuolo
Il 3 giugno 2024 viene nominato tecnico del Sassuolo, neoretrocesso in Serie B. Al termine di un campionato condotto in testa fin dall'autunno, il 12 aprile 2025 ottiene con la squadra neroverde la promozione in Serie A, con cinque giornate di anticipo; nelle settimane seguenti, oltre al primo posto matematico, l'undici di Grosso stabilisce il record di gol (78) in un campionato di Serie B a 20 squadre, battendo il precedente primato appartenente al Milan dall'edizione 1982-1983.

## Statistiche

### Presenze e reti nei club
| Stagione               | Squadra                | Campionato             | Campionato | Campionato | Coppe nazionali | Coppe nazionali | Coppe nazionali | Coppe continentali | Coppe continentali | Coppe continentali | Altre coppe | Altre coppe | Altre coppe | Totale | Totale |
| Stagione               | Squadra                | Comp                   | Pres       | Reti       | Comp            | Pres            | Reti            | Comp               | Pres               | Reti               | Comp        | Pres        | Reti        | Pres   | Reti   |
| ---------------------- | ---------------------- | ---------------------- | ---------- | ---------- | --------------- | --------------- | --------------- | ------------------ | ------------------ | ------------------ | ----------- | ----------- | ----------- | ------ | ------ |
| 1994-1995              | Renato Curi            | Ecc.                   | 18         | 2          | -               | -               | -               | -                  | -                  | -                  | -           | -           | -           | 18     | 2      |
| 1995-1996              | Renato Curi            | Ecc.                   | 28         | 11         | -               | -               | -               | -                  | -                  | -                  | -           | -           | -           | 28     | 11     |
| 1996-1997              | Renato Curi            | Ecc.                   | 30         | 15         | -               | -               | -               | -                  | -                  | -                  | -           | -           | -           | 30     | 15     |
| 1997-1998              | Renato Curi            | Ecc.                   | 32         | 19         | -               | -               | -               | -                  | -                  | -                  | -           | -           | -           | 32     | 19     |
| 1998-gen. 1999         | Renato Curi            | C.N.D.                 | 17         | 8          | CID             | ?               | ?               | -                  | -                  | -                  | -           | -           | -           | 17+    | 8+     |
| Totale Renato Curi     | Totale Renato Curi     | Totale Renato Curi     | 125        | 55         |                 | ?               | ?               |                    | -                  | -                  |             | -           | -           | 125+?  | 55+?   |
| gen.-giu. 1999         | Chieti                 | C2                     | 12         | 4          | CI-C            | ?               | ?               | -                  | -                  | -                  | -           | -           | -           | 12+    | 4+     |
| 1999-2000              | Chieti                 | C2                     | 25         | 4          | CI-C            | ?               | ?               | -                  | -                  | -                  | -           | -           | -           | 25+    | 4+     |
| 2000-2001              | Chieti                 | C2                     | 31         | 9          | CI-C            | ?               | ?               | -                  | -                  | -                  | -           | -           | -           | 31+    | 9+     |
| Totale Chieti          | Totale Chieti          | Totale Chieti          | 68         | 17         |                 | ?               | ?               |                    | -                  | -                  |             | -           | -           | 68+    | 17+    |
| 2001-2002              | Perugia                | A                      | 24         | 1          | CI              | 4               | 0               | -                  | -                  | -                  | -           | -           | -           | 28     | 1      |
| 2002-2003              | Perugia                | A                      | 30         | 4          | CI              | 5               | 0               | -                  | -                  | -                  | -           | -           | -           | 35     | 4      |
| 2003-gen. 2004         | Perugia                | A                      | 13         | 2          | CI              | 4               | 0               | Int+CU             | 8+3                | 0                  | -           | -           | -           | 28     | 2      |
| Totale Perugia         | Totale Perugia         | Totale Perugia         | 67         | 7          |                 | 13              | 0               |                    | 11                 | 0                  |             | -           | -           | 91     | 7      |
| gen.-giu. 2004         | Palermo                | B                      | 21         | 1          | CI              | 0               | 0               | -                  | -                  | -                  | -           | -           | -           | 21     | 1      |
| 2004-2005              | Palermo                | A                      | 36         | 1          | CI              | 2               | 0               | -                  | -                  | -                  | -           | -           | -           | 38     | 1      |
| 2005-2006              | Palermo                | A                      | 33         | 0          | CI              | 6               | 0               | CU                 | 8                  | 0                  | -           | -           | -           | 47     | 0      |
| Totale Palermo         | Totale Palermo         | Totale Palermo         | 90         | 2          |                 | 8               | 0               |                    | 8                  | 0                  |             | -           | -           | 106    | 2      |
| 2006-2007              | Inter                  | A                      | 23         | 2          | CI              | 5               | 1               | UCL                | 6                  | 0                  | SI          | 1           | 0           | 35     | 3      |
| 2007-2008              | Olympique Lione        | L1                     | 30         | 1          | CdF+CdL         | 4+1             | 0               | UCL                | 7                  | 0                  | SF          | 1           | 0           | 43     | 1      |
| 2008-2009              | Olympique Lione        | L1                     | 22         | 1          | CdF+CdL         | 1+0             | 1+0             | UCL                | 6                  | 0                  | SF          | 1           | 0           | 30     | 2      |
| lug.-ago. 2009         | Olympique Lione        | L1                     | 1          | 0          | CdF+CdL         | 0               | 0               | UCL                | 0                  | 0                  |             | -           | -           | 1      | 0      |
| Totale Olympique Lione | Totale Olympique Lione | Totale Olympique Lione | 53         | 2          |                 | 6               | 1               |                    | 13                 | 0                  |             | 2           | 0           | 74     | 3      |
| 2009-2010              | Juventus               | A                      | 26         | 2          | CI              | 2               | 0               | UCL+UEL            | 6+2                | 0                  | -           | -           | -           | 36     | 2      |
| 2010-2011              | Juventus               | A                      | 19         | 0          | CI              | 2               | 0               | UEL                | 0                  | 0                  | -           | -           | -           | 21     | 0      |
| 2011-2012              | Juventus               | A                      | 2          | 0          | CI              | 0               | 0               | -                  | -                  | -                  | -           | -           | -           | 2      | 0      |
| Totale Juventus        | Totale Juventus        | Totale Juventus        | 47         | 2          |                 | 4               | 0               |                    | 8                  | 0                  |             | -           | -           | 59     | 2      |
| Totale carriera        | Totale carriera        | Totale carriera        | 455        | 79         |                 | 36+             | 2+              |                    | 46                 | 0                  |             | 3           | 0           | 540+   | 81+    |

### Cronologia presenze e reti in nazionale
| Cronologia completa delle presenze e delle reti in nazionale ― Italia | Cronologia completa delle presenze e delle reti in nazionale ― Italia | Cronologia completa delle presenze e delle reti in nazionale ― Italia | Cronologia completa delle presenze e delle reti in nazionale ― Italia | Cronologia completa delle presenze e delle reti in nazionale ― Italia | Cronologia completa delle presenze e delle reti in nazionale ― Italia | Cronologia completa delle presenze e delle reti in nazionale ― Italia | Cronologia completa delle presenze e delle reti in nazionale ― Italia |
| Data                                                                  | Città                                                                 | In casa                                                               | Risultato                                                             | Ospiti                                                                | Competizione                                                          | Reti                                                                  | Note                                                                  |
| --------------------------------------------------------------------- | --------------------------------------------------------------------- | --------------------------------------------------------------------- | --------------------------------------------------------------------- | --------------------------------------------------------------------- | --------------------------------------------------------------------- | --------------------------------------------------------------------- | --------------------------------------------------------------------- |
| 30-4-2003                                                             | Ginevra                                                               | Svizzera                                                              | 1 – 2                                                                 | Italia                                                                | Amichevole                                                            | -                                                                     | 63’                                                                   |
| 3-6-2003                                                              | Campobasso                                                            | Italia                                                                | 2 – 0                                                                 | Irlanda del Nord                                                      | Amichevole                                                            | -                                                                     | 69’                                                                   |
| 12-11-2003                                                            | Varsavia                                                              | Polonia                                                               | 3 – 1                                                                 | Italia                                                                | Amichevole                                                            | -                                                                     | 55’                                                                   |
| 30-3-2005                                                             | Padova                                                                | Italia                                                                | 0 – 0                                                                 | Islanda                                                               | Amichevole                                                            | -                                                                     |                                                                       |
| 4-6-2005                                                              | Oslo                                                                  | Norvegia                                                              | 0 – 0                                                                 | Italia                                                                | Qual. Mondiali 2006                                                   | -                                                                     |                                                                       |
| 8-6-2005                                                              | Toronto                                                               | Italia                                                                | 1 – 1                                                                 | Serbia e Montenegro                                                   | Amichevole                                                            | -                                                                     | 46’                                                                   |
| 11-6-2005                                                             | New York                                                              | Italia                                                                | 1 – 1                                                                 | Ecuador                                                               | Amichevole                                                            | -                                                                     |                                                                       |
| 17-8-2005                                                             | Dublino                                                               | Irlanda                                                               | 1 – 2                                                                 | Italia                                                                | Amichevole                                                            | -                                                                     | 46’                                                                   |
| 3-9-2005                                                              | Glasgow                                                               | Scozia                                                                | 1 – 1                                                                 | Italia                                                                | Qual. Mondiali 2006                                                   | 1                                                                     | 46’                                                                   |
| 7-9-2005                                                              | Minsk                                                                 | Bielorussia                                                           | 1 – 4                                                                 | Italia                                                                | Qual. Mondiali 2006                                                   | -                                                                     |                                                                       |
| 8-10-2005                                                             | Palermo                                                               | Italia                                                                | 1 – 0                                                                 | Slovenia                                                              | Qual. Mondiali 2006                                                   | -                                                                     |                                                                       |
| 12-10-2005                                                            | Lecce                                                                 | Italia                                                                | 2 – 1                                                                 | Moldavia                                                              | Qual. Mondiali 2006                                                   | -                                                                     | 62’                                                                   |
| 12-11-2005                                                            | Amsterdam                                                             | Paesi Bassi                                                           | 1 – 3                                                                 | Italia                                                                | Amichevole                                                            | -                                                                     |                                                                       |
| 16-11-2005                                                            | Ginevra                                                               | Italia                                                                | 1 – 1                                                                 | Costa d'Avorio                                                        | Amichevole                                                            | -                                                                     | 62’                                                                   |
| 1-3-2006                                                              | Firenze                                                               | Italia                                                                | 4 – 1                                                                 | Germania                                                              | Amichevole                                                            | -                                                                     |                                                                       |
| 31-5-2006                                                             | Ginevra                                                               | Svizzera                                                              | 1 – 1                                                                 | Italia                                                                | Amichevole                                                            | -                                                                     | 60’                                                                   |
| 2-6-2006                                                              | Losanna                                                               | Italia                                                                | 0 – 0                                                                 | Ucraina                                                               | Amichevole                                                            | -                                                                     |                                                                       |
| 12-6-2006                                                             | Hannover                                                              | Italia                                                                | 2 – 0                                                                 | Ghana                                                                 | Mondiali 2006 - 1º turno                                              | -                                                                     |                                                                       |
| 22-6-2006                                                             | Amburgo                                                               | Rep. Ceca                                                             | 0 – 2                                                                 | Italia                                                                | Mondiali 2006 - 1º turno                                              | -                                                                     |                                                                       |
| 26-6-2006                                                             | Kaiserslautern                                                        | Italia                                                                | 1 – 0                                                                 | Australia                                                             | Mondiali 2006 - Ottavi di finale                                      | -                                                                     |                                                                       |
| 30-6-2006                                                             | Amburgo                                                               | Italia                                                                | 3 – 0                                                                 | Ucraina                                                               | Mondiali 2006 - Quarti di finale                                      | -                                                                     |                                                                       |
| 4-7-2006                                                              | Dortmund                                                              | Germania                                                              | 0 – 2 dts                                                             | Italia                                                                | Mondiali 2006 - Semifinale                                            | 1                                                                     |                                                                       |
| 9-7-2006                                                              | Berlino                                                               | Italia                                                                | 1 – 1 dts (5 – 3 dtr)                                                 | Francia                                                               | Mondiali 2006 - Finale                                                | -                                                                     | [ 71 ]                                                                |
| 2-9-2006                                                              | Napoli                                                                | Italia                                                                | 1 – 1                                                                 | Lituania                                                              | Qual. Euro 2008                                                       | -                                                                     |                                                                       |
| 6-9-2006                                                              | Parigi                                                                | Francia                                                               | 3 – 1                                                                 | Italia                                                                | Qual. Euro 2008                                                       | -                                                                     |                                                                       |
| 22-8-2007                                                             | Budapest                                                              | Ungheria                                                              | 3 – 1                                                                 | Italia                                                                | Amichevole                                                            | -                                                                     | 46’                                                                   |
| 13-10-2007                                                            | Genova                                                                | Italia                                                                | 2 – 0                                                                 | Georgia                                                               | Qual. Euro 2008                                                       | 1                                                                     |                                                                       |
| 21-11-2007                                                            | Modena                                                                | Italia                                                                | 3 – 1                                                                 | Fær Øer                                                               | Qual. Euro 2008                                                       | -                                                                     |                                                                       |
| 6-2-2008                                                              | Zurigo                                                                | Italia                                                                | 3 – 1                                                                 | Portogallo                                                            | Amichevole                                                            | -                                                                     | 29’                                                                   |
| 26-3-2008                                                             | Elche                                                                 | Spagna                                                                | 1 – 0                                                                 | Italia                                                                | Amichevole                                                            | -                                                                     |                                                                       |
| 30-5-2008                                                             | Firenze                                                               | Italia                                                                | 3 – 1                                                                 | Belgio                                                                | Amichevole                                                            | -                                                                     | 46’                                                                   |
| 9-6-2008                                                              | Berna                                                                 | Paesi Bassi                                                           | 3 – 0                                                                 | Italia                                                                | Euro 2008 - 1º turno                                                  | -                                                                     | 55’                                                                   |
| 13-6-2008                                                             | Zurigo                                                                | Italia                                                                | 1 – 1                                                                 | Romania                                                               | Euro 2008 - 1º turno                                                  | -                                                                     |                                                                       |
| 17-6-2008                                                             | Zurigo                                                                | Francia                                                               | 0 – 2                                                                 | Italia                                                                | Euro 2008 - 1º turno                                                  | -                                                                     |                                                                       |
| 22-6-2008                                                             | Vienna                                                                | Spagna                                                                | 0 – 0 dts (4 – 2 dtr)                                                 | Italia                                                                | Euro 2008 - Quarti di finale                                          | -                                                                     |                                                                       |
| 20-8-2008                                                             | Nizza                                                                 | Italia                                                                | 2 – 2                                                                 | Austria                                                               | Amichevole                                                            | -                                                                     | 46’                                                                   |
| 6-9-2008                                                              | Larnaca                                                               | Cipro                                                                 | 1 – 2                                                                 | Italia                                                                | Qual. Mondiali 2010                                                   | -                                                                     | 18’                                                                   |
| 19-11-2008                                                            | Atene                                                                 | Grecia                                                                | 1 – 1                                                                 | Italia                                                                | Amichevole                                                            | -                                                                     |                                                                       |
| 10-2-2009                                                             | Londra                                                                | Brasile                                                               | 2 – 0                                                                 | Italia                                                                | Amichevole                                                            | -                                                                     |                                                                       |
| 28-3-2009                                                             | Podgorica                                                             | Montenegro                                                            | 0 – 2                                                                 | Italia                                                                | Qual. Mondiali 2010                                                   | -                                                                     |                                                                       |
| 1-4-2009                                                              | Bari                                                                  | Italia                                                                | 1 – 1                                                                 | Irlanda                                                               | Qual. Mondiali 2010                                                   | -                                                                     |                                                                       |
| 6-6-2009                                                              | Pisa                                                                  | Italia                                                                | 3 – 0                                                                 | Irlanda del Nord                                                      | Amichevole                                                            | -                                                                     | 46’                                                                   |
| 15-6-2009                                                             | Pretoria                                                              | Stati Uniti                                                           | 1 – 3                                                                 | Italia                                                                | Conf. Cup 2009 - 1º turno                                             | -                                                                     |                                                                       |
| 18-6-2009                                                             | Johannesburg                                                          | Egitto                                                                | 1 – 0                                                                 | Italia                                                                | Conf. Cup 2009 - 1º turno                                             | -                                                                     |                                                                       |
| 12-8-2009                                                             | Basilea                                                               | Svizzera                                                              | 0 – 0                                                                 | Italia                                                                | Amichevole                                                            | -                                                                     | 72’                                                                   |
| 9-9-2009                                                              | Torino                                                                | Italia                                                                | 2 – 0                                                                 | Bulgaria                                                              | Qual. Mondiali 2010                                                   | 1                                                                     |                                                                       |
| 10-10-2009                                                            | Dublino                                                               | Irlanda                                                               | 2 – 2                                                                 | Italia                                                                | Qual. Mondiali 2010                                                   | -                                                                     | 76’                                                                   |
| 14-11-2009                                                            | Pescara                                                               | Italia                                                                | 0 – 0                                                                 | Paesi Bassi                                                           | Amichevole                                                            | -                                                                     | 80’                                                                   |
| Totale                                                                |                                                                       | Presenze                                                              | 48                                                                    |                                                                       | Reti                                                                  | 4                                                                     |                                                                       |

### Statistiche da allenatore
Statistiche aggiornate al 15 agosto 2025. In grassetto le competizioni vinte.
| Stagione         | Squadra          | Campionato       | Campionato | Campionato | Campionato | Campionato | Coppe nazionali | Coppe nazionali | Coppe nazionali | Coppe nazionali | Coppe nazionali | Coppe continentali | Coppe continentali | Coppe continentali | Coppe continentali | Coppe continentali | Altre coppe | Altre coppe | Altre coppe | Altre coppe | Altre coppe | Totale | Totale | Totale | Totale | % Vittorie | Piazzamento |
| Stagione         | Squadra          | Comp             | G          | V          | N          | P          | Comp            | G               | V               | N               | P               | Comp               | G                  | V                  | N                  | P                  | Comp        | G           | V           | N           | P           | G      | V      | N      | P      | %          | Piazzamento |
| ---------------- | ---------------- | ---------------- | ---------- | ---------- | ---------- | ---------- | --------------- | --------------- | --------------- | --------------- | --------------- | ------------------ | ------------------ | ------------------ | ------------------ | ------------------ | ----------- | ----------- | ----------- | ----------- | ----------- | ------ | ------ | ------ | ------ | ---------- | ----------- |
| 2017-2018        | Bari             | B                | 42+1       | 18+0       | 13+1       | 11+0       | CI              | 3               | 2               | 0               | 1               | -                  | -                  | -                  | -                  | -                  | -           | -           | -           | -           | -           | 46     | 20     | 14     | 12     | 43,48      | 7º          |
| 2018-mag. 2019   | Verona           | B                | 34         | 12         | 13         | 9          | CI              | 2               | 1               | 0               | 1               | -                  | -                  | -                  | -                  | -                  | -           | -           | -           | -           | -           | 36     | 13     | 13     | 10     | 36,11      | Eson.       |
| nov.-dic. 2019   | Brescia          | A                | 3          | 0          | 0          | 3          | CI              | -               | -               | -               | -               | -                  | -                  | -                  | -                  | -                  | -           | -           | -           | -           | -           | 3      | 0      | 0      | 3      | &0,00      | Sub., Eson. |
| 2020-mar. 2021   | Sion             | SL               | 23         | 4          | 10         | 9          | CS              | 1               | 1               | 0               | 0               | -                  | -                  | -                  | -                  | -                  | -           | -           | -           | -           | -           | 24     | 5      | 10     | 9      | 20,83      | Eson.       |
| mar.-giu. 2021   | Frosinone        | B                | 8          | 3          | 3          | 2          | CI              | -               | -               | -               | -               | -                  | -                  | -                  | -                  | -                  | -           | -           | -           | -           | -           | 8      | 3      | 3      | 2      | 37,50      | Sub. 10º    |
| 2021-2022        | Frosinone        | B                | 38         | 15         | 13         | 10         | CI              | 1               | 0               | 1               | 0               | -                  | -                  | -                  | -                  | -                  | -           | -           | -           | -           | -           | 39     | 15     | 14     | 10     | 38,46      | 9º          |
| 2022-2023        | Frosinone        | B                | 38         | 24         | 8          | 6          | CI              | 1               | 0               | 0               | 1               | -                  | -                  | -                  | -                  | -                  | -           | -           | -           | -           | -           | 39     | 24     | 8      | 7      | 61,54      | 1º (prom.)  |
| Totale Frosinone | Totale Frosinone | Totale Frosinone | 84         | 42         | 24         | 18         |                 | 2               | 0               | 1               | 1               |                    | -                  | -                  | -                  | -                  |             | -           | -           | -           | -           | 86     | 42     | 25     | 19     | 48,84      |             |
| set.-nov. 2023   | Olympique Lione  | L1               | 7          | 1          | 2          | 4          | CF              | -               | -               | -               | -               | -                  | -                  | -                  | -                  | -                  | -           | -           | -           | -           | -           | 7      | 1      | 2      | 4      | 14,29      | Sub., Eson. |
| 2024-2025        | Sassuolo         | B                | 38         | 25         | 7          | 6          | CI              | 3               | 2               | 0               | 1               | -                  | -                  | -                  | -                  | -                  | -           | -           | -           | -           | -           | 41     | 27     | 7      | 7      | 65,85      | 1º (prom.)  |
| 2025-2026        | Sassuolo         | A                | 0          | 0          | 0          | 0          | CI              | 1               | 1               | 0               | 0               | -                  | -                  | -                  | -                  | -                  | -           | -           | -           | -           | -           | 1      | 1      | 0      | 0      | 100,00&    | in corso    |
| Totale Sassuolo  | Totale Sassuolo  | Totale Sassuolo  | 38         | 25         | 7          | 6          |                 | 4               | 3               | 0               | 1               |                    | -                  | -                  | -                  | -                  |             | -           | -           | -           | -           | 42     | 28     | 7      | 7      | 66,67      |             |
| Totale carriera  | Totale carriera  | Totale carriera  | 232        | 102        | 70         | 60         |                 | 12              | 7               | 1               | 4               |                    | -                  | -                  | -                  | -                  |             | -           | -           | -           | -           | 244    | 109    | 71     | 64     | 44,67      |             |

## Palmarès

### Giocatore

#### Club

##### Competizioni nazionali
- Campionato italiano di Serie B: 1

Palermo: 2003-2004
- Supercoppa italiana: 1

Inter: 2006
- Campionato italiano: 2

Inter: 2006-2007
Juventus: 2011-2012
- Supercoppa francese: 1

Olympique Lione: 2007
- Campionato francese: 1

Olympique Lione: 2007-2008
- Coppa di Francia: 1

Olympique Lione: 2007-2008

##### Competizioni internazionali
- Coppa Intertoto UEFA: 1

Perugia: 2003

#### Nazionale
- Campionato mondiale: 1

Germania 2006

### Allenatore

#### Club

##### Competizioni giovanili
- Torneo di Viareggio: 1

Juventus: 2016

##### Competizioni nazionali
- Campionato italiano di Serie B: 2

Frosinone: 2022-2023
Sassuolo: 2024-2025

#### Individuale
- Panchina d'argento: 2

2022-2023, 2024-2025